# Гідрохімічний метод контролю обводнення пластів і свердловин
Гідрохімічний метод контролю обводнення пластів і свердловин (рос. гидрохимический метод; англ. hydrochemical method, aqueous method; нім. hydrochemische Methode f) — метод контролю за обводненням пластів і свердловин при розробці нафтових і газових покладів, оснований на істотній різниці в мінералізації і хімічному складі компонентів запомповуваної води, пластових вод і водяної пари, якими насичено природний газ у пластових умовах.